# Los Angeles Rams 1984
La stagione 1984 dei Los Angeles Rams è stata la 46ª della franchigia nella National Football League e la 38ª a Los Angeles La squadra migliorò di una vittoria il record dell'anno precedente, terminando con un bilancio di 10–6, secondo nella NFC West dietro ai San Francisco 49ers. Nei playoff, i Rams furono sconfitti in una gara difensiva dai New York Giants per 16–13. In questa stagione, il running back al secondo anno Eric Dickerson stabilì un record NFL con 2.105 yard corse in una singola annata. Superò il vecchio primato di O.J. Simpson nella vittoria sugli Houston Oilers della settimana 15 in cui corse 215 yard.

## Roster
| Roster dei Los Angeles Rams nel 1984 |
| --- |
| Quarterback - 15 Vince Ferragamo - 9 Jeff Kemp Running Back - 29 Eric Dickerson - 44 Mike Guman - 30 Barry Redden Wide Receiver - 89 Ron Brown - 80 Henry Ellard - 87 Drew Hill Tight End - 88 Chris Faulkner - 81 David Hill Offensive Linemen - 62 Bill Bain T - 60 Dennis Harrah G - 72 Kent Hill G - 75 Irv Pankey T - 78 Jackie Slater T - 56 Doug Smith C Defensive Linemen - 70 Charles DeJurnett DT - 71 Reggie Doss DE - 69 Greg Meisner DT - 98 Shawn Miller - 93 Doug Reed DE - 85 Jack Youngblood DE Linebacker - 52 George Andrews - 50 Jim Collins - 55 Carl Ekern - 51 Norwood Vann - 54 Mike Wilcher OLB Defensive Back - 21 Nolan Cromwell FS - 27 Gary Green CB - 47 LeRoy Irvin CB - 20 Johnnie Johnson SS - 22 Vince Newsome FS - 37 Ivory Sully CB Special Team - 1 Mike Lansford K - 6 John Misko P |
| Legenda - I rookie sono in corsivo. - Il primo ruolo è il principale mentre gli eventuali successivi indicano i ruoli secondari. - (IR) sta per Injured Reserve ed indica la lista ristretta per un solo giocatore infortunato che può tornare ad allenarsi dopo la settimana 6 e a rientrare in prima squadra dopo che questa ha giocato 8 partite. - (NF-Inj.) / (NF-Ill.) stanno rispettivamente per Non-Football Injured e Non-Football Illness ed indicano le liste dove viene inserito un giocatore che ha un infortunio o una malattia non dipendente dal football americano. - (PUP) sta per Physically Unable to Perform ed indica la lista dove viene inserito un giocatore mentre è in attesa di recuperare la condizione fisica. Nella stagione regolare dopo la sesta partita giocata dalla propria squadra, il giocatore ha tempo tre settimane per riprendere ad allenarsi, più tre settimane aggiuntive dal suo rientro agli allenamenti per rientrare in prima squadra. |

## Calendario
| Stagione 1984 |                         |      |      |           |        |
| Gara          | Avversario              | Ris. | Rams | Avversari | Record |
| 1             | Dallas Cowboys          | S    | 13   | 20        | 0–1    |
| 2             | Cleveland Browns        | V    | 20   | 17        | 1–1    |
| 3             | at Pittsburgh Steelers  | S    | 14   | 24        | 1–2    |
| 4             | at Cincinnati Bengals   | V    | 24   | 14        | 2–2    |
| 5             | New York Giants         | V    | 33   | 12        | 3–2    |
| 6             | Atlanta Falcons         | S    | 28   | 30        | 3–3    |
| 7             | at New Orleans Saints   | V    | 28   | 10        | 4–3    |
| 8             | at Atlanta Falcons      | V    | 24   | 10        | 5–3    |
| 9             | San Francisco 49ers     | S    | 0    | 33        | 5–4    |
| 10            | at St. Louis Cardinals  | V    | 16   | 13        | 6–4    |
| 11            | Chicago Bears           | V    | 29   | 13        | 7–4    |
| 12            | at Green Bay Packers    | S    | 6    | 31        | 7–5    |
| 13            | at Tampa Bay Buccaneers | V    | 34   | 33        | 8–5    |
| 14            | New Orleans Saints      | V    | 34   | 21        | 9–5    |
| 15            | Houston Oilers          | V    | 27   | 16        | 10–5   |
| 16            | at San Francisco 49ers  | S    | 16   | 19        | 10–6   |
| WC            | New York Giants         | S    | 13   | 16        | 10–7   |

## Classifiche
| NFC West               |    |    |   |      |     |      |     |     |     |
|                        | V  | S  | P | %    | DIV | CONF | PF  | PS  | STR |
| San Francisco 49ers(1) | 15 | 1  | 0 | .938 | 6–0 | 12–0 | 475 | 227 | V9  |
| Los Angeles Rams(4)    | 10 | 6  | 0 | .625 | 3–3 | 7–5  | 346 | 316 | S1  |
| New Orleans Saints     | 7  | 9  | 0 | .438 | 1–5 | 4–8  | 298 | 361 | V1  |
| Atlanta Falcons        | 4  | 12 | 0 | .250 | 2–4 | 3–9  | 281 | 382 | V1  |